# Timoer Sadredinov
Timoer Irfanovitsj Sadredinov (Russisch: Тимур Ирфанович Садрединов (Moskou, 10 mei 1989) is een Russisch autocoureur.

## Carrière
Sadredinov reed in 2005 in de Russische Lada Revolution Cup, waarin hij zesde werd. In 2006 reed hij in de ADAC Volkswagen Polo Cup, waarin hij negende werd, en de European Touring Car Cup die hij als tweede afsloot. Ook nam hij deel aan één raceweekend van het Russian Touring Car Championship, waarin hij beide races won en zo als twaalfde in het kampioenschap eindigde.
In 2007 werd Sadredinov de jongste coureur ooit die in het World Touring Car Championship deelnam. Hij nam deel aan het raceweekend op de Motorsport Arena Oschersleben voor het team GR Asia in een Seat Leon nadat hij opviel in de Duitse Seat Leon Supercopa. Hij eindigde als dertiende in de eerste race en als negentiende in de tweede race. In het volgende raceweekend op Brands Hatch zou hij ook rijden, maar door problemen met zijn paspoort moest hij zijn plaats afstaan aan zijn landgenoot Sergej Krylov.
Na het WTCC nam Sadredinov twee jaar pauze voordat hij in 2010 deelnam aan vier raceweekenden van de Seat Leon Eurocup voor SUNRED, waarin hij als 24e eindigde. Ook nam hij voor SUNRED deel aan het eerste raceweekend van de ETCC, waarin hij als dertiende eindigde.